# Museo Nacional de los Indios Americanos
El Museo Nacional del Indio Americano (del inglés: National Museum of the American Indian), fundado en 1989 por una ley del Congreso de EE. UU. y perteneciente al Instituto Smithsoniano, está dedicado a la vida, las lenguas, la historia y el arte de los pueblos indígenas de América.
El Museo tiene tres sedes: el Museo Nacional del Indio Americano, ubicado en el National Mall de Washington D. C., que abrió sus puertas el 21 de septiembre de 2004, el Centro George Gustav Heye, sito en Nueva York, y el Centro de Recursos Culturales, un centro de investigación en Suitland (Maryland). 
Los fondos de las actuales colecciones proceden del antiguo Museo del Indio Americano neoyorquino, fundado en 1916 y que en 1990 se integró en el Instituto Smithsoniano.